# 比阿特丽斯·切贝特
比阿特丽斯·切贝特（英語：Beatrice Chebet，2000年3月5日—），肯尼亚女子田径运动员，2022年非洲田径锦标赛女子5000米金牌得主、2022年世界田径锦标赛女子5000米银牌得主、2022年英联邦运动会女子5000米金牌得主。